# Aachener Straße (Düren)

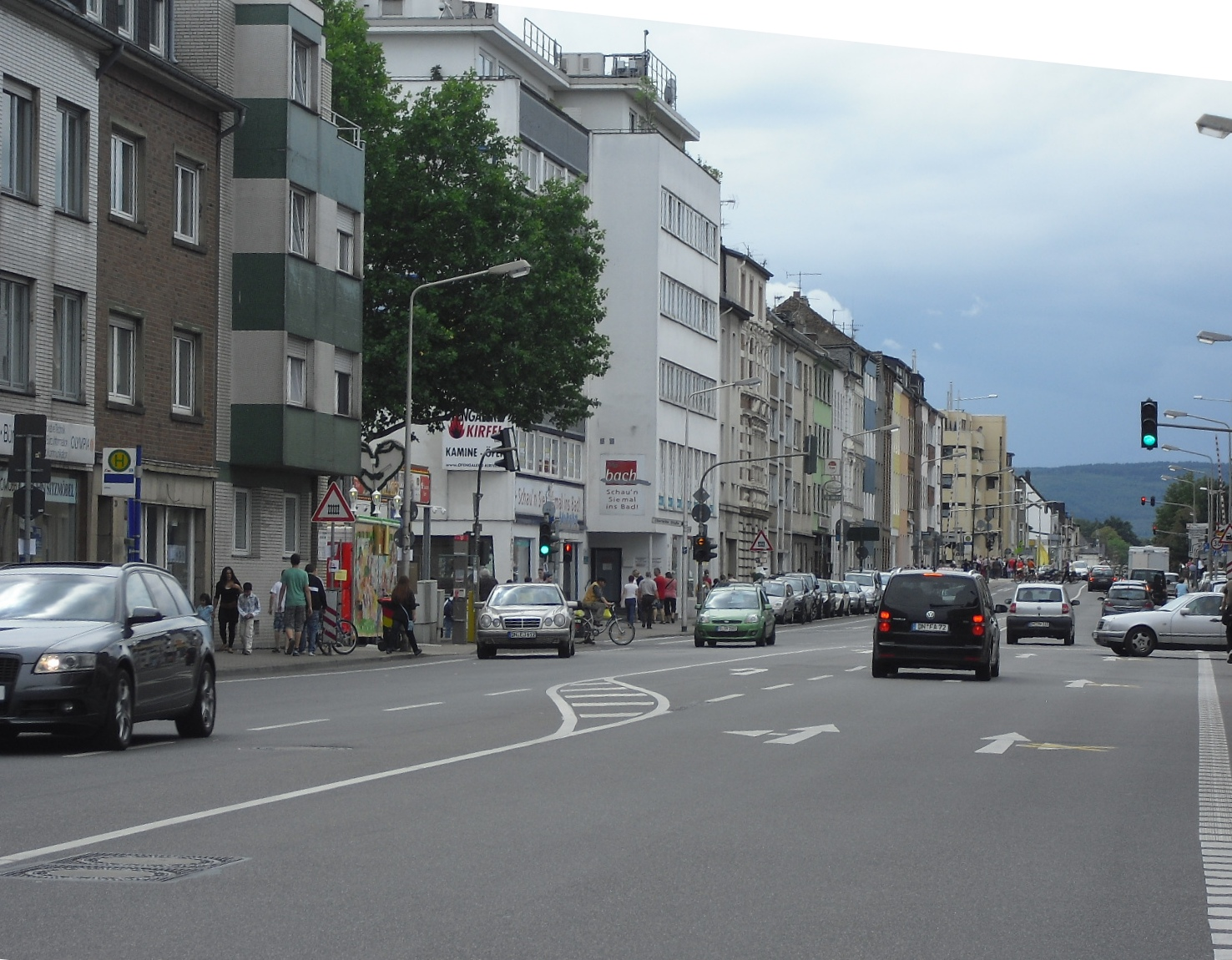
Die Aachener Straße

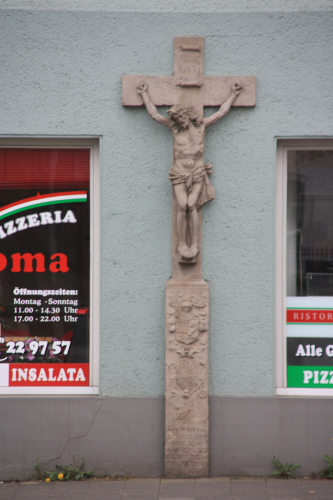
Das Wehrmeisterkreuz

Die Aachener Straße in Düren, Nordrhein-Westfalen, ist eine historische Hauptverkehrsstraße.
Die Aachener Straße ist die Verlängerung der Bundesstraße 399, die aus der Nordeifel kommend über die Monschauer Straße in die Stadt führt. Sie ist vierspurig ausgebaut und beginnt heute an der Johannesbrücke über die Rur und endet an der Kreuzung Rütger-von-Scheven-Straße/Stürtzstraße/August-Klotz-Straße.
Früher begann die Aachener Straße an der Weierstraße am Holztor. Die heutige Straßenbezeichnung wurde schon 1794 durch die Franzosen eingeführt. Über das 1822 niedergelegte Holztor und die Aachener Straße führte früher die Hauptverbindungsstraße von Düren über Eschweiler nach Aachen. Am 4. März 1822 wurde eigens eine Aktiengesellschaft zum Ausbau der Straße gegründet. Sie hatte ein Kapital von 152.400 Mark. An der Rurbrücke wurde eine Barriere errichtet, um dort das Wegegeld erheben zu können. Am 5. Februar 1897 kaufte die Stadt die Straße und das Wegegeld entfiel.
Von 1908 bis etwa 1957 befuhr die Straßenbahn der Dürener Kreisbahn (DKB) die Aachener Straße. Die eingleisige Strecke führte vom Markt nach Rölsdorf und weiter nach Lendersdorf beziehungsweise Gürzenich. Die Haltestellen waren Holzstraße – Aachener Straße, Jahnstraße und Stadtpark-Rurbrücke, letztere mit Ausweichgleis.
Über die Johannesbrücke und die Aachener Straße drangen am 15. Februar 1945 die amerikanischen Truppen in Düren ein.
An der Straße befindet sich der Eingang zur Annakirmes, die jährlich Ende Juli/Anfang August stattfindet und zu den größten Volksfesten in Deutschland zählt. An der Einmündung August-Klotz-Straße befinden sich in drei Gebäuden die Dienststellen der Kreispolizeibehörde.
Auf der gegenüberliegenden Straßenseite an der Einmündung Rütger-von-Scheven-Straße steht das denkmalgeschützte Wehrmeisterkreuz, ein Wegekreuz aus dem Jahre 1664.